# 大村直

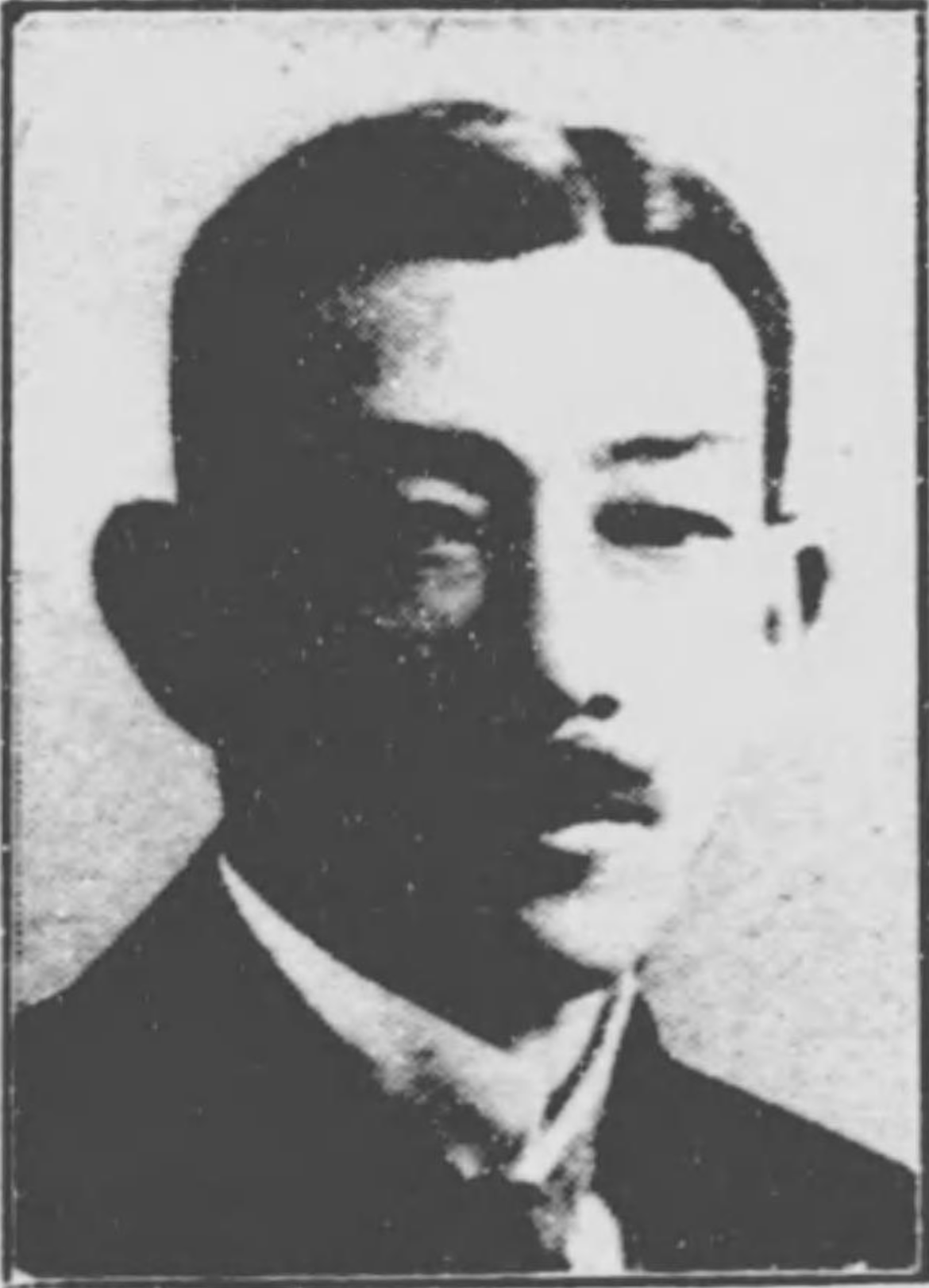
大村直

大村 直（おおむら なおし、1880年（明治13年）10月21日 - 1963年（昭和38年）10月20日）は、昭和時代の政治家。実業家。衆議院議員。静岡県田方郡中郷村長。

## 経歴
静岡県田方郡中郷村（現三島市）に生まれる。早稲田大学に学ぶ。
静岡県大場郵便局長、中郷村会議員、同村長、静岡県会議員、三島市選挙管理委員長を歴任。ほか、興亜化学興業取締役を務めた。
1942年（昭和17年）4月の第21回衆議院議員総選挙では静岡県第2区から翼賛政治体制協議会の推薦を受け出馬し当選。衆議院議員を1期務めた。議員在任中は、翼賛会政調逓信、農林兼務委員を歴任した。
戦後、公職追放となった。